# 科尼斯頓 (加利福尼亞州)
科尼斯頓（英語：Coniston）是位於美國加利福尼亞州優洛縣的一個非建制地區。該地的面積和人口皆未知。

## 地理
科尼斯頓的座標為38°24′54″N 121°33′37″W / 38.41500°N 121.56028°W，而該地的平均海拔高度為1米（即3英尺）。